# Gewürztraminer
Gewürztraminer é uma casta de uva rosa da família da Vitis vinifera, originária da região da Alsácia, França. Produz vinhos com toques picantes, o que explica em parte sua denominação, pois “Gewürz” significa “tempero” em alemão.